# 奇東旻
奇東旻（：／ Ki Dong-min；1966年2月23日—），大韓民國自由派政治人物。目前為首爾城北區國會議員。
奇東旻出生於全羅南道長城郡，畢業於成均館大學，學生時期參加過學生運動。在出任民主黨副發言人之前，曾在衛生和福利部擔任議員助理和政策顧問。